# Procol Harum
Procol Harum — британская рок-группа, образованная в Саутенд-он-Си, Эссекс, в 1967 году. Наиболее известной записью группы является сингл «A Whiter Shade of Pale» (1967), один из немногих синглов, проданных тиражом более 10 миллионов копий. Музыку Procol Harum описывают как психоделический рок и прото-прог с оттенками блюза, R&B и соула. В честь группы назван астероид «14024 Procol Harum».
В 2018 году группа была удостоена чести быть включённой в Зал славы рок-н-ролла, когда «A Whiter Shade of Pale» был включён в новую категорию «Синглы». Ранее они были номинированы как исполнители в 2012 году.

## История

### Формирование
В 1966 году, после того как группа The Paramounts из Саутенд-он-Си не смогла добиться дальнейшего успеха с синглом «Poison Ivy», попавшим в топ 40 Великобритании, группа распалась. Их фронтмен Гэри Брукер решил уйти из выступлений и сосредоточиться на написании песен, а его старый друг Гай Стивенс познакомил его с поэтом-песенником Китом Ридом. В апреле 1967 года, после нескольких месяцев совместного сочинительства и безуспешных попыток найти музыкантов, заинтересованных в исполнении их песен, Брукер и Рид решили сформировать собственную группу, которая использовала бы их песни в качестве единственного материала. Брукер, помимо вокала и игры на фортепиано, также владел органом, тромбоном, корнетом, аккордеоном и бенгальской флейтой. Барабанщик The Paramounts Барри «Б. Дж.» Уилсон согласился остаться и репетировать для новой группы, и прослушивания привели к ним басиста Дэвида Найтса и двух участников George Bean and the Runners, Ричарда Брауна (гитара) и Алана Морриса (орган). Но нехватка концертов и денег привела к распаду этой группы ещё до того, как они вышли из репетиционного зала, и остался только Найтс.
Затем они объединились с органистом Мэтью Фишером, который покинул группу поддержки Screaming Lord Sutch The Savages и подал объявление о приёме на работу. Рид сказал, что он подходит для Procol Harum просто поговорив с ним, и принял его, прежде чем услышал его игру. Гитарист Рэй Ройер был выбран после того, как группа разместила объявление о наборе музыкантов и была завалена предложениями, поэтому группа «действительно допрашивала кандидатов», чтобы найти «кого-то с правильным настроем». Рид сказал, что басист Дэвид Найтс был выбран таким же образом, как Фишер, в том смысле, что он подходил группе «как личность» и обладал оригинальным стилем игры. Барабанщик Бобби Харрисон завершил состав после того, как к этому моменту группа перепробовала до девяти барабанщиков. Рид сказал, что Харрисон был первым, с кем группа «действительно могла работать», и у него было чувство юмора, которое помогло сбалансировать более серьёзную личность, которая была у Рида и остальных участников группы. Группа выбрала Стивенса своим менеджером.
Группа назвала себя в честь голубого бурманского кота, выведенного Элеонорой Фогт-Чепмен и принадлежавшего её подруге Лиз Кумбс. Стивенс предложил группе назвать себя в честь кота, и группа немедленно согласилась. Однако на самом деле родословная кота была Procul Harun, Procul — это префикс заводчика, но имя было записано по телефону, что привело к ошибке в написании. Хотя люди сообщили группе, что название на латыни означает «за пределами этих вещей», это неверно, поскольку правильным термином было бы procul hīs.

### «A Whiter Shade of Pale» и дебютный альбом (1967—1968)
В апреле 1967 года группа вошла в Olympic Studios в Лондоне, чтобы записать свой дебютный сингл «A Whiter Shade of Pale». К ним присоединился сессионный барабанщик Билл Эйден вместо Харрисона (хотя Харрисон сыграл на стороне B «Lime Street Blues»), продюсер Денни Корделл и звукорежиссёр Кит Грант. Со структурой, напоминающей музыку барокко, песня включает контрмелодию, основанную на Сюите для оркестра № 3 Ре мажор И. С. Баха, сыгранную на органе Хаммонда Мэтью Фишером. Восторженный отклик слушателей пиратской радиостанции Radio London побудил Deram Records срочно выпустить сингл 12 мая 1967 года. Это был мгновенный всемирный успех, достигнув № 1 в UK Singles Chart в течение шести недель и того же места в одиннадцати странах. За три недели он стал самой быстро продаваемой записью новой группы. В США он достиг 5-го места, и с тех пор песня была продана тиражом более 10 миллионов копий по всему миру. Примерно в то же время Корделл предложил, чтобы Джонатан Уэстон был привлечен для совместного управления группой со Стивенсом.
Procol Harum отыграли свой первый живой концерт в лондонском клубе Speakeasy в день выхода «A Whiter Shade of Pale». Они исполнили в основном песни Брукера/Рейда, смешанные с каверами на Боба Дилана, The Rascals и мелодии Тима Роуза. Джими Хендрикс был одним из первых вокальных сторонников группы и посетил их первое шоу, где в начале их исполнения «Morning Dew» Роуза он вышел на сцену, взял бас Найтса и присоединился.
После 18 июня группа не будет выступать вживую в Великобритании до следующего года.

15 июля 1967 года группа объявила об уходе Ройера и Харрисона и разрыве с Уэстоном в качестве менеджера. Позже Фишер сказал, что главной проблемой разрыва с Уэстоном стало то, что он организовал обширный тур по Великобритании для Procol Harum слишком рано после выпуска «A Whiter Shade of Pale», в результате чего группа выступала «за 60 фунтов стерлингов за вечер вместо 500 фунтов стерлингов». После прихода гитариста Робина Троуэра и возвращения Б. Дж. Уилсона группа получила нового менеджмента в лице Тони Секунды. Уходы привели к тому, что Брукер описал как «большие судебные иски и расходы» от Ройера, Харрисона и Уэстона, а первоначальный сессионный барабанщик Эйден подал свой собственный иск. Примерно через три месяца после начала сотрудничества с Секундой группа наняла двух американцев, Беннетта Глотцера и Ронни Лайонса, в качестве менеджеров в США.

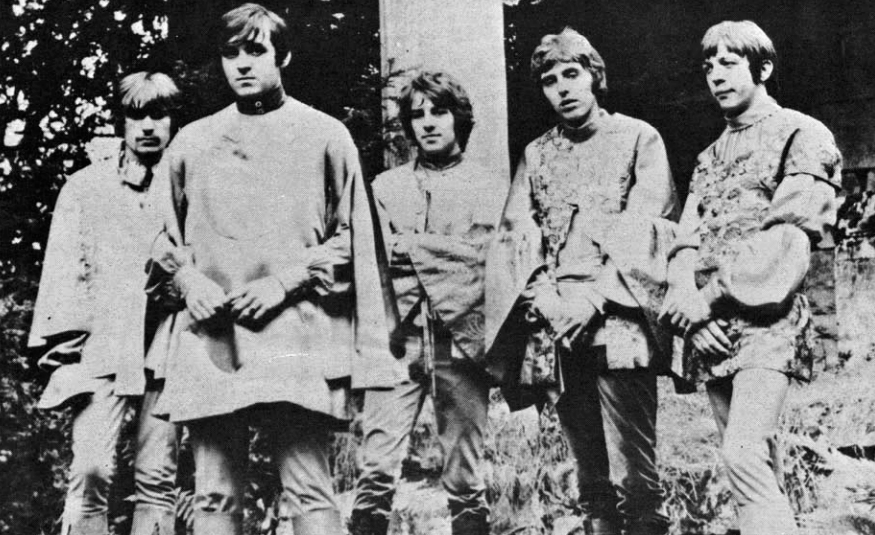
Группа в конце 1967

Следующий сингл группы, «Homburg», был выпущен в сентябре 1967 года. Песня достигла 6-го места в Великобритании и 34-го места в США. В том же месяце их дебютный альбом Procol Harum, записанный между двумя хит-синглами, был выпущен в США. Брукер сказал, что его выпуск вскоре после синглов поставил группу на хорошую позицию в США, но проблемы, созданные сменой состава, последующими судебными исками и новым менеджментом, задержали его выпуск в Великобритании до декабря. Брукер сказал, что именно в этот момент группа «потеряла британскую аудиторию».

### Последующие альбомы и перерыв (1968—1977)
Следующий альбом группы, Shine on Brightly, был выпущен в следующем году и стал свидетелем большего погружения в прогрессивный рок. Он достиг 24-го места в США, но не попал в чарты Великобритании. Оказавшись в родной стране, где их называли артистами одного хита, в то время как в США их репутация как живых артистов продолжала улучшаться, в течение следующих нескольких лет Procol Harum провели большую часть своего времени, гастролируя по Америке.
Их третий альбом, A Salty Dog (1969), был популярен среди поклонников и стал их первым альбомом, который хорошо продавался в Великобритании. Заглавный трек, в частности, получил большую ротацию на радио FM США, и альбом теперь считается рок-классикой, понравившейся поклонникам The Beatles, The Moody Blues и Pink Floyd. Procol Harum пригласили выступить на фестивале Вудсток в августе 1969 года, но они не смогли, так как жена Трауэра ждала ребёнка и должна была вернуться в Англию.
Позже в 1969 году Фишер покинул группу и был заменен Крисом Коппингом, ещё одним бывшим участником The Paramounts, который играл на органе и басу. Группа выступила на фестивале Isle of Wight 1970.
К 1971 году различия в стиле стали слишком велики, и после выхода пятого альбома Broken Barricades Троуэр ушел, чтобы сформировать свое собственное power trio. Его заменил Дэйв Болл, а Алан Картрайт (бывший коллега Уилсона по группе Фредди Мака) занял место басиста у Коппинга, который остался играть на органе.
В середине 1971 года Procol Harum разорвали отношения с Глотцером и Лайонсом и вступили в законную борьбу с бухгалтерским спором, который был урегулирован во внесудебном порядке. Группа подписала контракт с Chrysalis Records и успешно завершила тур по Великобритании, выступая на разогреве у Jethro Tull.
Во время тура группы 1971 года Procol Harum записали свое шоу 18 ноября в Эдмонтоне, Альберта, с Эдмонтонским симфоническим оркестром и хором для живого альбома. Выпущенный в апреле 1972 года Procol Harum Live: In Concert with the Edmonton Symphony Orchestra имел коммерческий успех, достигнув 5-го места в США, где он был сертифицирован как золотой за продажу 500 000 копий. В Великобритании он достиг 48-го места. Живое исполнение «Conquistador» с их дебютного альбома достигло 16-го места в США и 22-го места в Великобритании.
После ухода Дэйва Болла гитаристом группы с 1972 по 1977 год был Мик Грэбэм.
Группа продолжила использовать новое симфоническое рок-звучание в своем следующем альбоме Grand Hotel. Выпущенный в марте 1973 года, альбом достиг 21-го места в США. Он не попал в чарты в Великобритании, но получил серебряный сертификат за продажу более 60 000 копий там.
Группа вернулась к своим хард-роковым корням с седьмым студийным альбомом Exotic Birds and Fruit, выпущенным в апреле 1974 года. Рид сказал, что группа предприняла сознательную попытку «развеять тот симфонический образ», к которому они были привязаны, и что у них похожее звучание с их дебютным альбомом. На обложке альбома отсутствовали тексты песен в аннотациях.
В 1975 году Procol Harum выступил в последний раз в Rainbow Theatre в Лондоне перед его реконструкцией.
Изменения в составе группы привели к снижению продаж во второй половине 1970-х годов, а «Pandora’s Box» стал последним хитом, попавшим в топ-20 хитов Великобритании в 1975 году. Его родительский альбом Procol’s Ninth был вновь создан Джерри Лейбером и Майком Столлером, которые продюсировали группу и писали вместе с ней.
В 1976 году группа перегруппировалась, чтобы записать свой последний альбом 1970-х годов, Something Magic. Это ознаменовало уход Картрайта, после того как Брукер посчитал, что Коппинг был лучшим басистом, что привело к приходу новичка Пита Солли на клавишных. Продюсеры альбома не были впечатлены материалом группы, который принял форму «The Worm and the Tree», расширенного трека, который возник из темы Брукера, которую группа пыталась исполнить несколько лет назад, но группа «придумала её по ходу дела» в студии.
Something Magic был выпущен в марте 1977 года и достиг 147-го места в США. Во время последующего турне группа отпраздновала свою десятую годовщину концертом в Palladium Theatre в Нью-Йорке в мае.
В апреле 1977 года во время тура в поддержку альбома Something Magic Коппинг присоединился к группе Фрэнки Миллера и был заменён в Procol Harum бывшим басистом Элтона Джона Ди Мюрреем. Тур закончился в мае, а в следующем месяце Грэбэм объявил, что покидает группу, заявив, что он «в целом был недоволен своей ролью… в течение нескольких месяцев». Группа отыграла одно последнее шоу в октябре, когда «A Whiter Shade of Pale» совместно выиграла награду «Сингл года» на церемонии вручения премии Brit Awards 1977, вместе с Брукером, Уилсоном и вернувшимися участниками Картрайтом и Коппингом, к которым присоединился гитарист Тим Ренвик.

### Реформирование и 1990-е годы
После того, как Рид и Брукер объединились, чтобы снова писать в конце 1989 года, группа воссоединилась в 1991 году с Брукером, Фишером, Троуэром и Ридом (Уилсон умер в 1990 году после трех лет вегетативного состояния после передозировки наркотиков) и выпустила The Prodigal Stranger, но продажи были скромными. После выпуска альбома новое воплощение группы, с Брукером и Фишером, но без Троуэра, гастролировало по США и миру в течение нескольких лет в первой половине 1990-х годов. Тим Ренвик взял на себя роль гитариста, с Дэйвом Бронзом на басу и Марком Бржезицки на барабанах. Позже в том же году Ренвика заменил Джефф Уайтхорн.
После тура, который дал начало One More Time: Live in Utrecht 1992, Фишер ненадолго отошел от группы, чтобы сосредоточиться на учёбе для получения степени, а Дон Сноу временно взял на себя обязанности во время летнего тура. Лоренс Коттл заменил Бронза, который выступал с the Hamsters, на концерте в августе.
После почти года бездействия Procol Harum дали несколько концертов в мае и июне 1993 года, бывший клавишник Diamond Head Джош Филлипс заменил Фишера, а бывший барабанщик King Crimson Ян Уоллес заменил Бржезицкого, который вернулся в Big Country. Фишер вернулся для концертов, начиная с июля, а Мэтт Пегг заменил Бронза в следующем месяце. Гастроли продолжались спорадически в течение оставшейся части десятилетия — Грэм Броуд играл на барабанах на серии концертов в июле и августе 1995 года, а Генри Спинетти заменил его на концертах в 1996 году.
В августе 1995 года Procol Harum играли на Cropedy Music Festival, как гости Fairport Convention. Они также гастролировали по США и Великобритании в том же году, выступая в нескольких местах.
В июле 1997 года фанаты организовали празднование 30-летия успеха «A Whiter Shade of Pale» и пригласили тогда неактивную группу выступить с концертом в Редхилле, графство Суррей. Группа отыграла разовое шоу в честь 30-летия «A Whiter Shade of Pale», к постоянному составу присоединились на нескольких песнях бывшие участники Мик Грэбэм, Питер Солли, Алан Картрайт, Дэйв Бронз и Крис Коппинг.
В конце 1999 года Брукер пообещал, что «Procol выступит в 2000 году», и в сентябре группа дала концерт на открытом воздухе с New London Sinfonia в Гилфорде.

### 2000-е
В 2000 году Procol Harum привлекли к себе внимание после того, как песня «In Held Twas in I» появилась на дебютном альбоме группы Transatlantic.
С 2001 года группа, в состав которой входят Брукер, Фишер, Джефф Уайтхорн (гитара), Мэтт Пегг (бас) и Марк Бржезицкий (ударные), совершила несколько туров в основном по Европе, но также по Японии и США. Концерт 2001 года в Копенгагене, Дания, был выпущен на DVD в 2002 году. В 2003 году группа выпустила новый студийный альбом The Well’s on Fire и появилась на фестивале Progman Cometh в Сиэтле. Их концерт в Лондоне в пятницу 12 декабря 2003 года, с большей частью материала с этого альбома, был выпущен на DVD в 2004 году: Live at the Union Chapel.
В июне 2004 года группу покинул давний органист Мэтью Фишер из-за «неразрешенных вопросов», и его место на Хаммонде снова занял бывший заместитель Джош Филлипс, оставив Брукера единственным оригинальным исполнителем. Позже выяснилось, что эти вопросы были связаны с иском, поданным Фишером против Брукера и группы за авторство песен и долю роялти за «A Whiter Shade of Pale», который он выиграл в декабре 2006 года.
Группа возобновила ограниченный гастрольный график в 2005 году. В июне 2006 года они играли на Isle of Wight Festival. В августе они отыграли два концерта на открытом воздухе с Danish Radio Orchestra в замке Ледреборг в Дании, которые были записаны по телевидению. Часовая версия шоу транслировалась рождественским утром 2008 года на датском канале DR2, а полный концерт был выпущен на DVD 11 мая 2009 года (с шестью дополнительными треками из датской телевизионной записи группы 1974 года).
Позже в 2006 году они играли в Швейцарии, Норвегии и Дании, но с Джеффом Данном, заменявшим Бжезицкого на барабанах, потому что другая группа последнего Casbah Club гастролировала с The Who. Затем Данн в конечном итоге заменил Бжезицкого на постоянной основе для европейского тура группы в 2007 году. Записи с итальянских концертов были позже выпущены как One Eye to the Future — Live in Italy 2007. Procol Harum также отыграли оркестровый концерт в Швеции 30 июня. Они выступили с симфоническим оркестром Евле на открытой оперной площадке Далхалла, недалеко от Реттвика.
20 и 21 июля 2007 года фанаты устроили празднование 40-й годовщины успеха «A Whiter Shade of Pale» и пригласили группу выступить. Это приняло форму двух концертов в St John’s, Smith Square в Лондоне. 20 июля Procol Harum сыграли смесь песен с ранних дней до дебюта пары новых песен, «Sister Mary» и «Missing Persons». Следующим вечером «Gary Brooker and Guests» исполнили смесь малоизвестных песен Brooker-Reid, которые либо никогда не были записаны, либо никогда не исполнялись вживую, либо существенно отличались от версий, которые они записали.
Хотя в 2008 году Procol Harum не вели никакой деятельности, их менеджер Крис Кук на веб-сайте Beyond the Pale объявил о планах выпустить концертный DVD и новый альбом в 2009 году, а также провести фестивальные концерты в Норвегии 17 июля и в Финляндии 23 июля. Незадолго до последнего концерта Брукер упал с кучи придорожных бревен в Финляндии и сломал несколько ребер. Шоу состоялось, но он не смог нормально петь, и многие песни были исполнены либо как инструментальные, либо спеты другими участниками группы.
В октябре 2009 года, когда Брукер полностью выздоровел, группа дала четыре концерта — в Хагене (Германия), Драммене (Норвегия), Москве и Санкт-Петербурге. All This and More, ретроспектива из четырёх дисков (три CD и DVD с историческими заметками), была выпущена осенью 2009 года, а Salvo также выпустила все предыдущие альбомы группы в виде ремастерированных CD с дополнительными треками, некоторые из которых никогда ранее не звучали.

### 2010-е
Procol отыграли ряд концертов в США (и Торонто) в июне 2010 года, в основном на разогреве у Jethro Tull. 22 июля Procol снова выступили хедлайнерами на фестивале Keitelejazz в Ээнекоски, Финляндия — месте, где группа выступала с травмированным Брукером в 2009 году. Они описали эту преданную финскую аудиторию как «лучшую в мире» и сыграли уникальную трехкуплетную версию «A Whiter Shade of Pale» с гитарным соло Джеффа Уайтхорна. 48 часов спустя Procol пригласили дать бесплатный концерт во дворе Дворца провинции Бергамо в Италии.
В августе 2010 года они появились в Бад-Кроцингене в Германии и на мероприятии Rock Legends в амфитеатре Dolina Charlotty в Польше. После концерта на Хэллоуин в Лимингтон-Спа (первого в Великобритании за три года) группа вернулась в Северную Америку в ноябре, включая ответное оркестровое мероприятие с Эдмонтонским симфоническим оркестром 9 ноября. После выступления в Таллинне, Эстония, 18 ноября они вернулись в США для оркестрового концерта в Уилмингтоне, Делавэр, 4 декабря. Более 13 000 человек посетили восемь новогодних концертов с Датским радиооркестром в Копенгагене и других городах Дании в январе 2011 года.
29 мая 2012 года Гари Брукер был госпитализирован после падения в своем гостиничном номере в Кейптауне. Он должен был выступить со своей группой на GrandWest Arena 30-го числа, с коллегами Brits 10cc и The Moody Blues, в туре, объявленном как «British Invasion», а затем снова в Йоханнесбурге в пятницу 1 июня 2012 года. Брукер (у которого был день рождения) находился в своем номере в пятизвездочном отеле Table Bay. Он был помещен в отделение интенсивной терапии больницы Christiaan Barnard Memorial Hospital с серьёзным переломом черепа.
Группа вернулась в Данию на фестиваль Kløften 25 июня, а затем отправилась в 27-дневный тур по США в поддержку Yes.
В 2012 году японская певица Юми Мацутоя приехала в Лондон, чтобы записать «A Whiter Shade of Pale» с Procol Harum, группой, которую она считала источником вдохновения для своего творчества. Она спела дуэтом с Гэри Брукером в этой новой версии классики 1967 года, включающей три куплета и гитарное соло Джеффа Уайтхорна. Затем Юми и Procol Harum отыграли серию декабрьских концертов в крупных городах Японии, один из которых был записан для более позднего показа по телевидению (31 марта 2013 года).

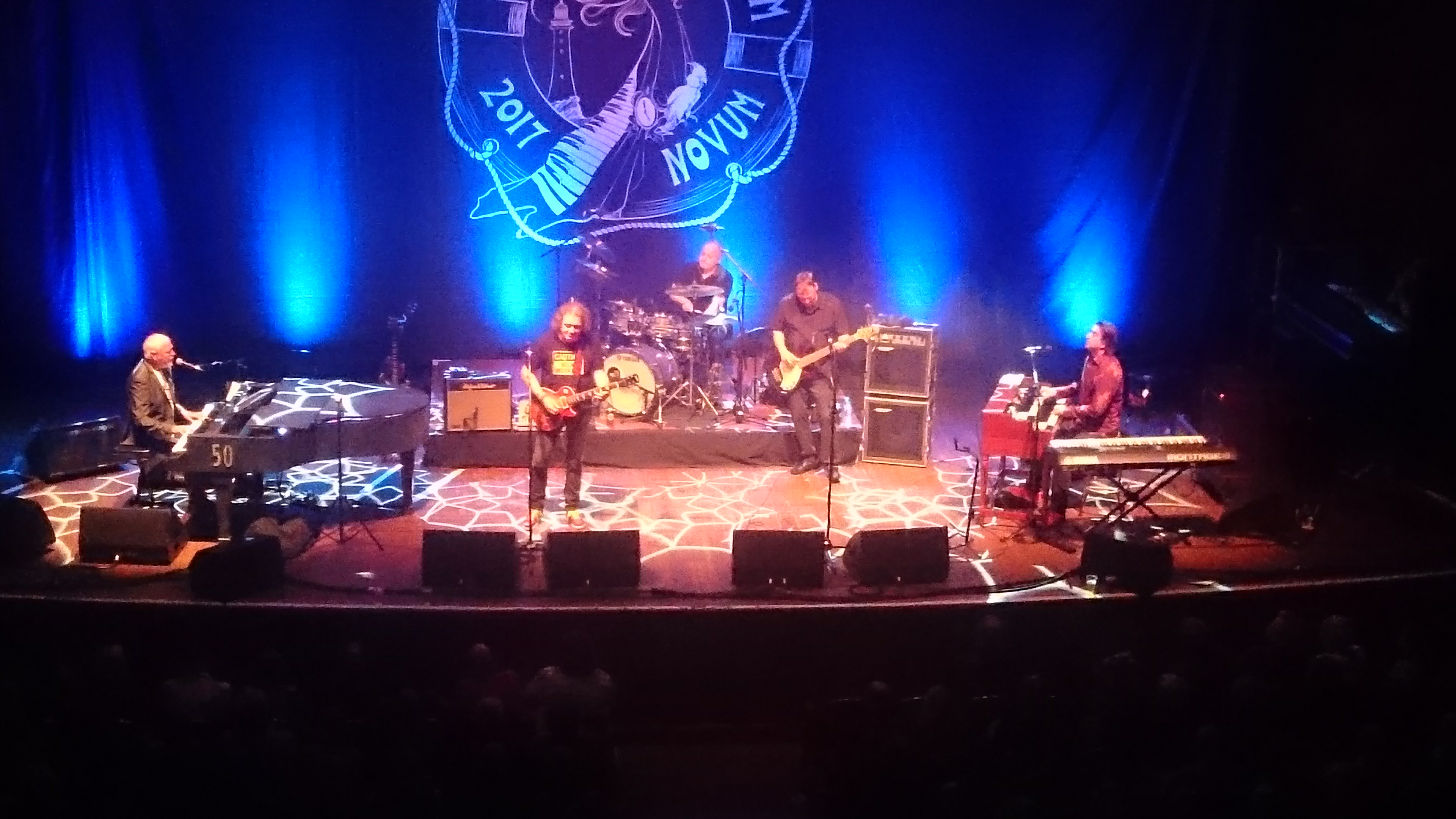
Выступление Procol Harum в зале Colston Hall, Бристоль, 16 мая 2017 г.

Также в 2012 году Генри Скотт-Ирвин опубликовал биографию группы Procol Harum — The Ghosts of A Whiter Shade of Pale. Скотт-Ирвин также провел редкий вечер фильмов Procol Harum в BFI на Саут-Бэнке, на котором присутствовали участники группы.
В сентябре 2012 года Procol Harum вошла в число пятнадцати финалистов, номинированных на включение в Зал славы рок-н-ролла 2013 года (включение 18 апреля 2013 года). Однако на последующих выборах в декабре группа не смогла набрать достаточно голосов для избрания.
В марте и апреле 2013 года Procol Harum отыграли серию из пяти оркестровых концертов в Дании и два таких мероприятия в Вуппертале в Германии. Четыре концерта в составе только группы в Швеции и Финляндии состоялись в начале октября.
В 2014 году группа снова гастролировала по Франции, Швейцарии, Германии, Канаде (Оттава с оркестром) и восточной части США. Группа также отыграла сет из пяти песен на благотворительном мероприятии Kenney Jones' Rock’n’Horsepower в Эвхерсте, графство Суррей в июне, в числе выступавших были Элвин Стардаст, Джон Лодж, Ник Кершоу, Майк Резерфорд, Джуди Цуке и The Who. Был выпущен двойной CD Inside & Outside со студийными треками времен Chrysalis и концертный CD с новым материалом и исполнением треков с их первых четырёх альбомов Zonophone.
В понедельник 24 ноября Procol Harum выступили в театре Dominion в Лондоне с BBC Concert Orchestra и Crouch End Festival Chorus на мероприятии, записанном для трансляции на BBC Radio 2 Friday Night is Music Night 28 ноября. Гитарист Джефф Уайтхорн был госпитализирован во время репетиций, и в кратчайшие сроки гитарист Рика Уэйкмана Дэйв Колкухун заменил его (на костылях после перелома лодыжки). Он сыграл гитарное соло в первой расширенной оркестровой версии песни-посвящения Кейта Рида 9/11 «Blink of an Eye», посвященной Гэри Брукером храбрым пожарным станции 8th Avenue, с которыми группа часто общалась после концертов в Нью-Йорке.
13-й альбом группы Novum был выпущен 21 апреля 2017 года, и группа отыграла 36 концертов в Великобритании и Европе для его продвижения. Однако самый значимый концерт года состоялся в марте, когда группа играла с оркестром в Королевском фестивальном зале в Лондоне. Покидая сцену в конце первой половины, Гэри Брукер упал и получил серьёзную травму. Он появился во второй половине с перевязанной головой и «лечащей сломанную руку».
В 2018 году группа снова гастролировала по Европе, включая оркестровое шоу в London Palladium 9 октября. Они начали 2019 год с круиза по Карибскому морю, организованного Джастином Хейвордом, со многими известными рок-исполнителями. Затем должен был последовать тур по США.

### Смерть Брукера
Брукер, единственный постоянный участник группы и основной автор песен, умер 19 февраля 2022 года. На сайте группы его описывали как «ярко сияющую, незаменимую светоч в музыкальной индустрии». «A Whiter Shade of Pale» вошла в UK Official Singles Sales Chart Top 100 под номером 38 25 февраля 2022 года. После его смерти Procol Harum окончательно распалась.

## Иск об авторских правах
В июле 2009 года Мэтью Фишер выиграл решение британского суда, присудившее ему 40 % от авторских отчислений с 2005 года за «A Whiter Shade of Pale» 1967 года, которые ранее достались Брукеру в размере 50 % за музыку и Риду в размере 50 % за тексты песен.

## Состав

### Последний состав
- Гэри Брукер — вокал, фортепиано (1967—1977, 1991—2022; вплоть до его смерти)
- Джефф Уайтхорн[англ.] — гитара, бэк-вокал (1991—2022)
- Мэтт Пегг[англ.]— бас-гитара, бэк-вокал (1993—2022)
- Джош Филлипс[англ.] — орган, синтезаторы (1993, 2004—2022)
- Джефф Данн[англ.] — барабаны (2006—2022)

### Бывшие участники
| - Кит Рид — тексты песен (1967—1977, 1991—2017; умер в 2023) - Мэтью Фишер — орган, бэк и иногда ведущий вокал (1967—1969, 1991—2003), ритм-гитара (1967—1969) - Дэвид Найтс — бас-гитара (1967—1969) - Рэй Ройер — гитара (1967) - Бобби Харрисон — барабаны, бэк-вокал (1967) - Барри Уилсон — ударные, перкуссия (1967—1977; умер в 1990) - Робин Трауэр — гитара, бэк и иногда ведущий вокал (1967—1971, 1991) - Крис Коппинг — бас-гитара, орган (1969—1977) - Дэйв Болл — гитара (1971—1972) - Алан Картрайт — бас-гитара (1972—1976) - Мик Грэбхем — гитара (1972—1977) | - Тим Ренвик — гитара (1977, 1991) - Пит Солли — орган (1977) - Ди Мюррей — бас-гитара (1977; умер в 1992) - Дэйв Бронз — бас-гитара (1991—1993) - Марк Бржежицки — барабаны, перкуссия (1991—1992, 2000—2006) - Джерри Стивенсон — гитара, мандолина (1991) - Иэн Уоллес — барабаны (1993; умер в 2007) - Грэм Броуд — барабаны (1995, 1997) - Генри Спинетти — барабаны (1996) - Дон Сноу — орган (1992) - Лоуренс Коттл — бас-гитара (1992) - Дэйв Колкухун — гитара, бэк-вокал (2014) - Пит Браун — тексты песен (2016; умер в 2023) |

## Дискография

### Официальные альбомы
- Procol Harum (1967)
- Shine On Brightly (1968)
- A Salty Dog[англ.] (1969)
- Home[англ.] (1970)
- Broken Barricades[англ.] (1971)
- Procol Harum Live: In Concert with the Edmonton Symphony Orchestra[англ.] (1972)
- Grand Hotel[англ.] (1973)
- Exotic Birds and Fruit[англ.] (1974)
- Procol’s Ninth (1975)
- Something Magic[англ.] (1977)
- The Prodigal Stranger[англ.] (1991)
- The Well's on Fire[англ.] (2003)
- Novum[англ.] (2017)

### Прочие
- The Long Goodbye[англ.] (1995) (альбом был записан с бывшими участниками Procol Harum)
- Ain't Nothin' to Get Excited About[англ.] (1997) (альбом был записан ещё в 1970 году, как Liquorice John Death)

## Саундтреки
- «A Whiter Shade of Pale» (Procol Harum) — Сериал «Доктор Хаус» (House M.D.) 6х15 (в конце серии).
- «A Whiter Shade of Pale» (Procol Harum) — «Десятое королевство» (The 10th Kingdom) (в эпизоде с поющими грибами на болоте).
- «A Whiter Shade of Pale» (Procol Harum) — «Рок-Волна» (The Воаt That Rocked (2009) (в эпизоде с тонущим судном).
- «A Whiter Shade of Pale» (Procol Harum) — «Нью-йоркские истории». Именно эту песню слушает художник — герой первой новеллы фильма. Режиссёр Мартин Скорсезе, в роли художника Ник Нолти http://www.imdb.com/title/tt0097965/soundtrack
- «A Whiter Shade of Pale» (Procol Harum) — «Выходной день Ферриса Бьюлера» (Ferris Bueller’s Day Off), 1986 (сцена посещения музея искусств в Нью-Йорке).
- «A Whiter Shade of Pale» (Procol Harum) — «Рассекая волны» (Breaking the Waves), 1996. Режиссёр Ларс фон Триер.
- «A Whiter Shade of Pale» (Procol Harum) — мини-сериал «Вьетнам, до востребования» / Vietnam ,1987. Режиссёр: Джон Дайган, Крис Нунен. (в конце пятой серии)
- «A Whiter Shade of Pale» (Annie Lennox) — фильм «The Net» («Сеть») с Сандрой Буллок (Sandra Bullock) в главной роли, саундтрек идёт почти в самом начале, когда героиня Сандры (Angela Bennett) расправляется с вирусом в компьютерной игре, заглядывает в пустой холодильник и заказывает пиццу / USA, 1995. Режиссёр: Ирвин Уинклер (Irwin Winkler) Время от начала — 05:02
- «A Whiter Shade of Pale» (Procol Harum) — фильм «Oblivion» с Томом Крузом (любимая песня главного героя).
- «A Whiter Shade of Pale» (Procol Harum) — сериал «Революция» 2 сезон 4 серия, проигрывается на старом патефоне в палатке лагеря.